# En-Tact
Az 1990-es En-Tact a The Shamen nagylemeze, az első, amelyen közreműködött Mr C és az utolsó, amelyen Will Sinnott közreműködött. Szerepel az 1001 lemez, amit hallanod kell, mielőtt meghalsz című könyvben.

## Az album dalai
|     | Cím                                         | Szerző(k)                      | Hossz |
| --- | ------------------------------------------- | ------------------------------ | ----- |
| 1.  | Move Any Mountain (Progen - Beatmasters 7") | Colin Angus, Mr C , The Shamen | 3:28  |
| 2.  | Human NRG (Massey)                          | Angus, The Shamen              | 4:39  |
| 3.  | Possible Worlds                             | Angus, The Shamen              | 3:44  |
| 4.  | Omega Amigo (Steve Osbourne Mix)            | Angus, The Shamen              | 4:44  |
| 5.  | Evil is Even                                | Shamen, Will Sin               | 4:23  |
| 6.  | Hyperreal (Orbit - Early Fade)              | Angus, The Shamen              | 5:22  |
| 7.  | Lightspan (Chapman)                         | Shamen, Sin                    | 4:39  |
| 8.  | Make it Mine (v1.3 Lenny D Vox)             | Angus, The Shamen              | 3:32  |
| 9.  | Oxygen Restriction                          | Angus, The Shamen              | 3:49  |
| 10. | Hear Me O My People                         | Angus, The Shamen              | 5:11  |
| 11. | Move Any Mountain (666 edit)                | Angus, Mr C , The Shamen       | 4:48  |
| 12. | Make it Mine (Minimal)                      | Angus, The Shamen              | 3:18  |
| 13. | Hyperreal (Selector Edit)                   | Angus, The Shamen              | 4:01  |
| 14. | Lightspan (Soundwave Edit)                  | Shamen, Sin                    | 4:19  |
| 15. | Progen '91 (I.R.P. in the Land of Oz)       | Angus, The Shamen              | 5:21  |

## Fordítás
Ez a szócikk részben vagy egészben az En-Tact című angol Wikipédia-szócikk ezen változatának fordításán alapul.  Az eredeti cikk szerkesztőit annak laptörténete sorolja fel. Ez a jelzés csupán a megfogalmazás eredetét és a szerzői jogokat jelzi, nem szolgál a cikkben szereplő információk forrásmegjelöléseként.